# San José de Piedra Blanca
San José är en kommunhuvudort i Argentina.   Den ligger i provinsen Catamarca, i den norra delen av landet, 1 000 km nordväst om huvudstaden Buenos Aires. San José ligger 584 meter över havet och antalet invånare är 10 242.
Terrängen runt San José är kuperad. Runt San José är det ganska glesbefolkat, med 45 invånare per kvadratkilometer.. Närmaste större samhälle är San Fernando del Valle de Catamarca, 12,7 km sydväst om San José.
Omgivningarna runt San José är i huvudsak ett öppet busklandskap.